# 曼努埃拉·格罗斯
曼努埃拉·格罗斯（德語：Manuela Groß，1957年1月29日—），德国女子花样滑冰运动员。她曾代表东德参加1972年和1976年冬季奥林匹克运动会花样滑冰比赛，获得二枚铜牌。